# ویکتور تورس مستره
ویکتور تورس مستره (انگلیسی: Víctor Torres Mestre؛ زادهٔ ۳۱ دسامبر ۱۹۷۰) بازیکن فوتبال اهل اسپانیا است.
از باشگاه‌هایی که در آن بازی کرده‌است می‌توان به باشگاه فوتبال اسپانیول، باشگاه فوتبال وارزیم، باشگاه فوتبال دپورتیوو آلاوس، باشگاه فوتبال رئال مادرید، باشگاه فوتبال رئال بتیس، باشگاه فوتبال رئال مادرید کاستیا، و باشگاه فوتبال بوردو اشاره کرد.
وی همچنین در تیم ملی فوتبال زیر ۱۶ سال اسپانیا بازی کرده‌است.